# Guido H. Baltes

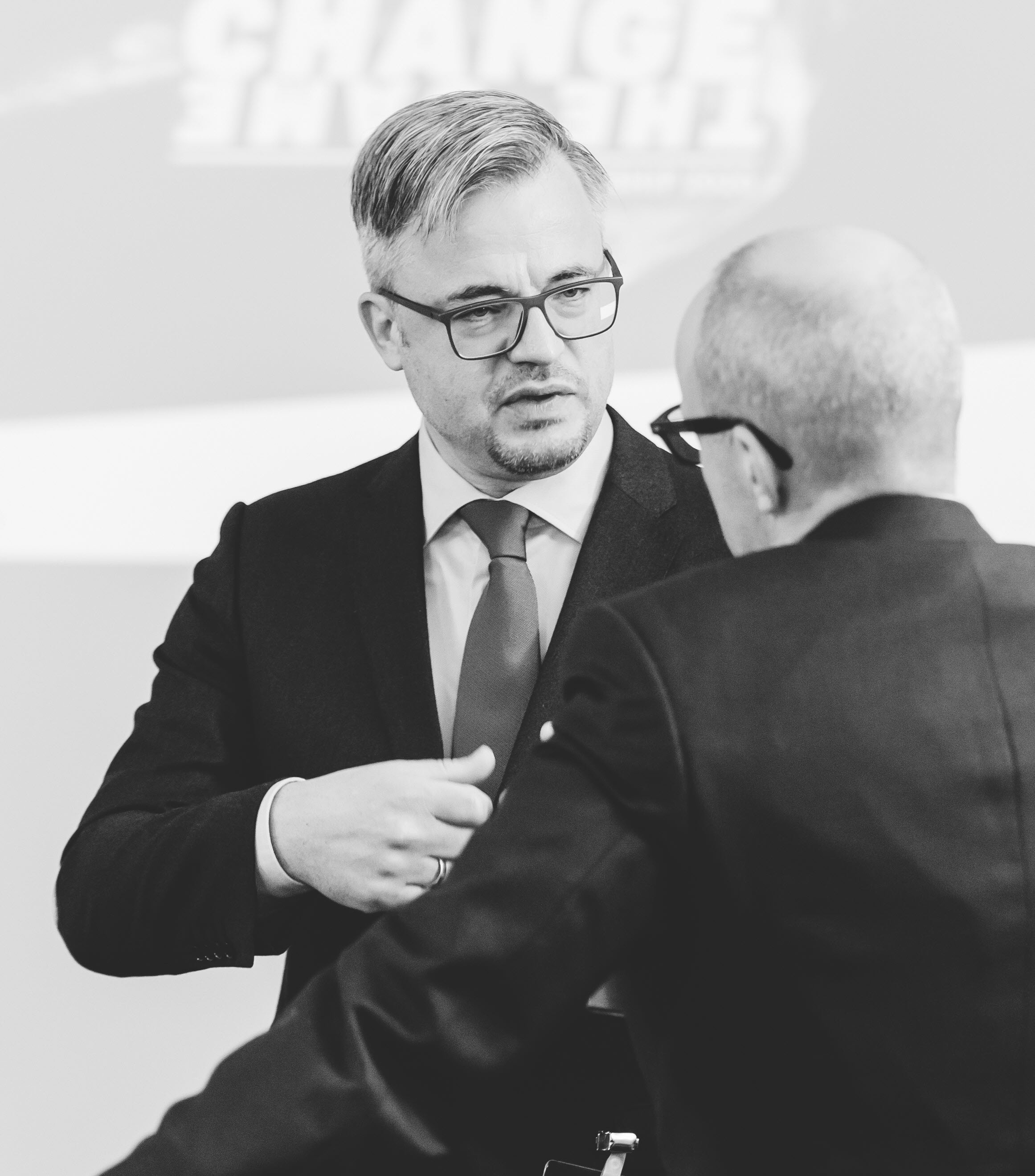
Guido H. Baltes (2017)

Guido H. Baltes (* 10. Dezember 1970 in Prüm) ist ein deutscher Ingenieur. Er ist Professor an der Hochschule Konstanz Technik, Wirtschaft und Gestaltung. Dort leitet er das Institut für Strategische Innovation und Technologiemanagement.

## Leben
Baltes studierte Luft- und Raumfahrttechnik an der Universität der Bundeswehr München mit Abschluss Diplom-Ingenieur und Wirtschaftswissenschaften an der Fernuniversität in Hagen mit Abschluss als Diplom-Kaufmann. 2000 wurde er an der Fakultät für Luft- und Raumfahrttechnik der Universität der Bundeswehr München mit einer Dissertation unter dem Titel Synergiemanagement in vernetzten Organisationen: synergetische Koordination durch Intranet-gestützte Geschäftsprozesse, gezeigt am Beispiel des Einkaufs eines internationalen Großunternehmens zum Dr.-Ing promoviert.
Von 2001 bis 2006 war er Mitarbeiter der Siemens AG. Unter anderem entwickelte und implementierte er das konzernweite strategische Geschäftsinformationssystem der Siemens AG. Ab 2003 war er bei der Siemens Business Services Deutschland für Strategie und Marketing zuständig.
2006 wurde Baltes als Professor für Strategie, Management und Marketing an die Hochschule Konstanz berufen. Das von ihm geleitete Institut für Strategische Innovation und Technologiemanagement (IST) forscht an Gestaltungsfragen in der Umsetzung von strategischer Innovation und Corporate Entrepreneurship. Insbesondere konzentriert sich diese Forschung auf Fragestellungen von Management und systemischer Führung für die Implementierung von Ambidextrie und Unternehmerorientierung. Diese Arbeiten betrachten vor allem die Gestaltung der Schnittstelle zwischen Industrieunternehmen und Unternehmerteams.

## Schriften
- Hrsg. zusammen mit Antje Freyth: Veränderungsintelligenz: Agiler, innovativer, unternehmerischer den Wandel unserer Zeit meistern. Springer Gabler, Berlin 2017, ISBN 978-3-658-04888-4.